# Yvonne Chaka Chaka

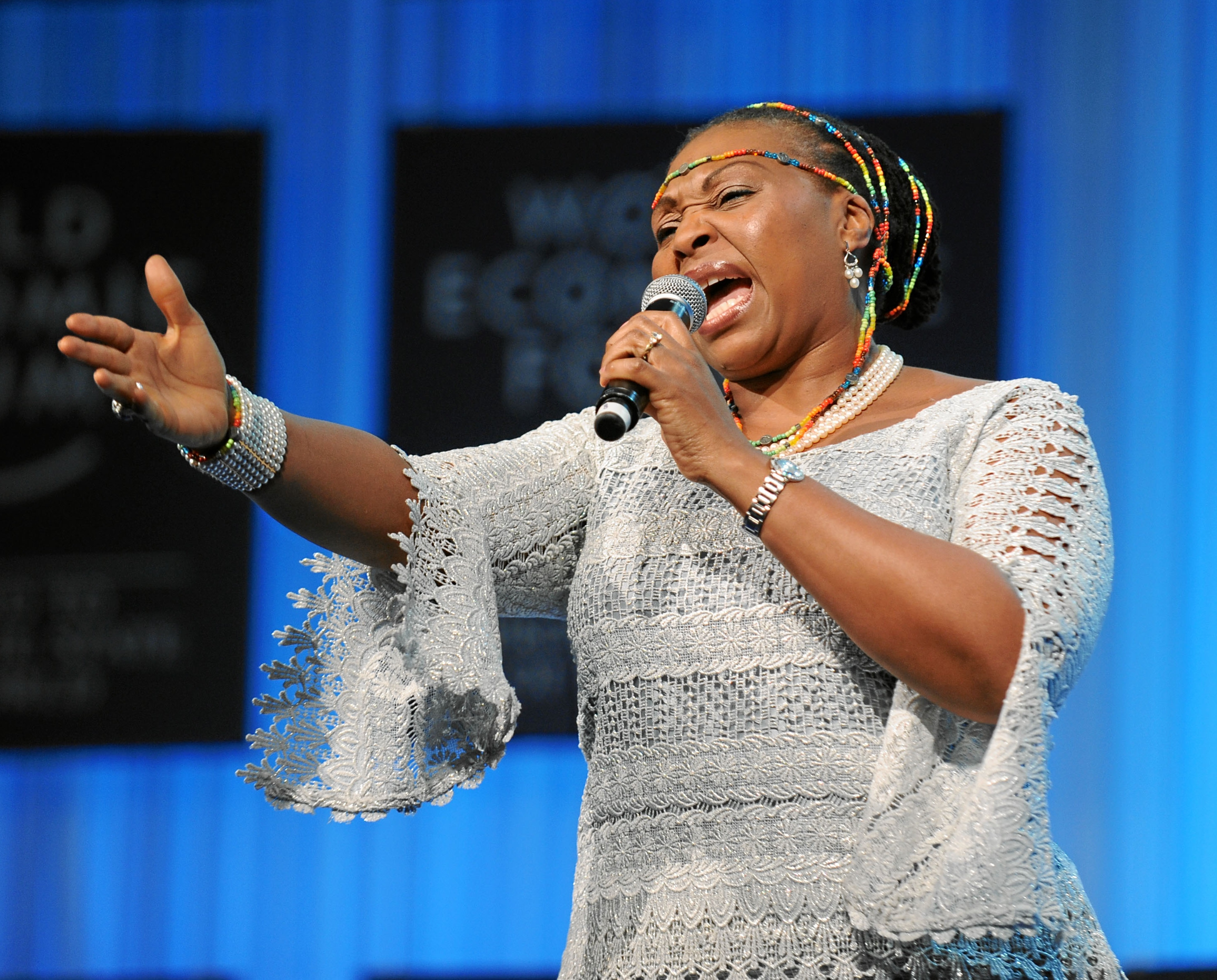
Chaka Chaka während des Weltwirtschaftsforums 2012

Yvonne Chaka Chaka (* 18. März 1965 als Yvonne Machaka in Dobsonville in Soweto, Südafrika; bürgerlich Yvonne Mhinga) ist eine südafrikanische Sängerin, die in Johannesburg lebt. Sie wird häufig als Princess of Africa (dt.: „Prinzessin von Afrika“) bezeichnet.

## Leben
Yvonne Chaka Chaka wuchs in einfachsten Verhältnissen auf. Ihr Vater starb, als sie elf Jahre alt war, ihre Mutter arbeitete als Hausangestellte für ein geringes Einkommen. Chaka Chaka erwarb an der University of South Africa Diplome in Erwachsenenbildung und Verwaltungswissenschaft. 1997 schloss sie eine künstlerische Ausbildung am Trinity College in London ab. Sie ist mit Mandlalele Mhinga verheiratet, der in der Autobranche tätig ist. Das Paar hat vier Söhne.
Als Chaka Chaka 19 Jahre alt war, hatte sie ihren ersten Hit I’m in Love With a DJ. Mit diesem Lied wurde die Disco-Music südafrikanischer Prägung, auch „Bubblegum“ genannt, im südlichen Afrika populär. Dieser Musikstil ist mit dem Mbaqanga verwandt. Chaka Chaka wurde mit ihrer Altstimme zu einer der populärsten Sängerinnen des Landes, hat zahlreiche Alben veröffentlicht und besitzt ein eigenes Plattenlabel sowie eine Produktionsfirma. 2006 erschien mit Celebrated Life erstmals ein Gospelalbum Chaka Chakas. Bei vielen offiziellen Anlässen war Yvonne Chaka Chaka anwesend, unter anderem zum 85. Geburtstag von Nelson Mandela, der sie auch oft besuchte. 2012 erschien ihr Album Amazing Man, eine Hommage an Mandela.
Chaka Chaka gehört dem Vorstand der Johannesburg Tourism Company an.

## Auszeichnungen
- 2003: Kora All African Music Award in der Kategorie Best African Arrangement für Zibuyile Izinkomo[2]
- 2014: Legendary Award bei den AFRIMMA[3]
- 2020: African's 50 Most Powerful Women von Forbes[4]

## Diskographie (Auswahl)

### Alben
- 1986: Thank You Mr. DJ
- 1987: Sangoma
- 1988: I’m Burning Up
- 1988: I Cry For Freedom
- 1989: Motherland
- 1990: Be Proud to Be an African
- 1991: The Rhythm of Life
- 1996: Chaka Chaka
- 1996: The Power of Afrika
- 1997: Back On My Feet
- 1997: Bombani (Tiko Rahina)
- 2001: Yvonne and Friends
- 2002: Kwenzenjani?
- 2006: Celebrated Life
- 2012: Amazing Man

### Eigene Kompilationen
- 1992: Best Of Vol.1
- 1995: Best Of
- 2001: Best Of Vol.2
- 2005: The Princess of Africa: Best Of

### Kompilationen mit anderen Musikern
- 2004: Umqombothi (Teil des Soundtracks des Films Hotel Ruanda)